# Maximilian Meyer-Bretschneider
Maximilian Meyer-Bretschneider, auch Max Bretschneider, (* 10. Dezember 1989 in Bad Homburg v. d. Höhe) ist ein deutscher Schauspieler und Synchronsprecher.

## Leben
Meyer-Bretschneider studierte Schauspiel an der Hochschule für Schauspielkunst »Ernst Busch« in Berlin. Dort erwarb er 2014 auch sein Schauspieldiplom. Während seines Studiums spielte er 2012 an der Volksbühne am Rosa-Luxemburg-Platz in der Dostojewski-Adaption Die Fremde Frau und der Ehemann unter dem Bett (Regie: Axel Wandtke).
Noch vor Abschluss seines Studiums erhielt er ein Engagement am Schauspiel Frankfurt. Dort spielte er zunächst, teilweise noch als Mitglied des Schauspielstudios, u. a. Jakow Troschin in Kinder der Sonne (Premiere: Januar 2014), die beiden Rollen Invalider und Lebensretter Joachim in Glaube Liebe Hoffnung (Premiere: Spielzeit 2014/15) und in Falk Richters Theaterprojekt 2 Uhr Nachts (Premiere: Februar 2015).
Weitere Rollen am Schauspiel Frankfurt waren Camille Desmoulins in Dantons Tod (Spielzeit 2014/15) und der junge Kassierer Pablo in Endstation Sehnsucht (Premiere: Spielzeit 2014/15). 2017 gastierte er am Schauspiel Köln. 
Meyer-Bretschneider übernahm auch Film- und Fernsehrollen. In der Romanverfilmung Mängelexemplar nach dem gleichnamigen Roman von Sarah Kuttner, die 2016 in die Kinos kam, seinem Kino-Debüt, spielte er als Max eine Gastrolle, u. a. neben Christoph Letkowski und Detlev Buck, wofür er positive Kritiken erhielt.
Von Ende 2015 bis Anfang 2016 stand er, unter der Regie von Sönke Wortmann, für die historische Fernsehserie Charité vor der Kamera, in der er die Rolle des jungen Medizinstudenten Georg Tischendorf übernahm; die Ausstrahlung war auf Das Erste für 2017 geplant und erfolgte im März 2017.
Im Januar 2017 war Meyer-Bretschneider in der ZDF-Krimireihe Ein starkes Team in einer Nebenrolle zu sehen; er spielte den Kellner Sebastian Lange, den Bruder der psychisch labilen ehemaligen Köchin Anja Lange (Jytte-Merle Böhrnsen), der Anjas ehemaligen Chef, einen Berliner Sternekoch, entführt und schließlich unter Mordverdacht gerät. In der ZDF-Fernsehserie Zarah – Wilde Jahre (Erstausstrahlung ab September 2017) hat Meyer-Bretschneider eine Episodenrolle; er spielt Rüdiger Lenz, einen jungen Reporter der Illustrierten Relevant. In der ARD-Komödie Willkommen bei den Honeckers (Erstausstrahlung: Oktober 2017) spielte er die männliche Hauptrolle, den jungen Johann Rummel, der von einer großen Karriere als Boulevardjournalist träumt, und das letzte Interview mit Erich Honecker führen will. Im Stuttgarter Tatort: Hüter der Schwelle (Erstausstrahlung: September 2019) verkörperte er den „vom Teufel beseelten“ Geschichtsstudenten Marcel Richter, der glaubt, das Karma eines frühneuzeitlichen Hexenjägers in sich zu tragen, und in einem okkulten Ritual zu Tode kommt. In der 15. Staffel der ZDF-Serie Der Staatsanwalt (2020) übernahm Meyer-Bretschneider eine der Episodenhauptrollen als junger Bräutigam Daniel Heller, dessen zukünftige Frau am Hochzeitstag ermordet wird. In der ZDF-Reihe „Herzkino.Märchen“ verkörperte er in dem Film Schneewittchen am See (Erstausstrahlung: Dezember 2020), einer Modernisierung des Märchenstoffs von Schneewittchen, die männliche Hauptrolle Jan Königsohn, die Jugendliebe der weiblichen Hauptfigur Smilla (Maria Ehrich). In der tragikomischen Fernsehkomödie Mona & Marie (2021) spielte Meyer-Bretschneider den gescheiterten Start-up-Unternehmer Jonas Berthold, den Sohn der Großstadt-Diva und weiblichen Hauptfigur Mona (Maren Kroymann).
Meyer-Bretschneider, der mittlerweile hauptsächlich unter seiner Kurznamensform Max Bretschneider auftritt, lebt in Berlin.

## Filmografie
- 2015: Präsenzlücke (Kurzfilm)
- 2015: Grzimek (Fernsehfilm)
- 2016: Mängelexemplar (Kinofilm)
- 2017: Ein starkes Team – Vergiftet (Fernsehreihe)
- 2017: Charité (Fernsehserie)
- 2017: Fack ju Göhte 3 (Kinofilm)
- 2017: Zarah – Wilde Jahre (Fernsehserie)
- 2017: Willkommen bei den Honeckers (Fernsehfilm)
- 2018–2020:  Kroymann (Satiresendung, 5 Folgen)
- 2018: 100 Dinge (Kinofilm)
- 2019: Tatort: Hüter der Schwelle (Fernsehreihe)
- 2019: Ihr letzter Wille kann mich mal! (Fernsehfilm)
- 2020: Der Staatsanwalt (Fernsehserie, Folge Hochzeit in Rot)
- 2020: Schneewittchen am See (Fernsehfilm)
- 2021: Mona & Marie (Fernsehfilm)
- 2021: Das Massaker von Anröchte (Fernsehfilm)
- 2023: Landfrauen: Wir können auch anders (Fernsehfilm)
- 2023: Der Schatten (Fernsehserie)
- 2024: Morden im Norden (Fernsehserie, Folge Letzte Lieder)
- 2024: Letzte Spur Berlin (Fernsehserie, Folge Bis aufs Blut)
- 2024: Spieleabend (Netflix-Film)
- 2024: SOKO Köln (Fernsehserie, Folge Das Ultimatum)
- 2024: Mord oder Watt? – Für Immer Matjes (Fernsehreihe)
- 2025: Ein starkes Team: Fast perfekte Morde (Fernsehreihe)
- 2025: Lena Lorenz: Das halbe Lottchen (Fernsehreihe)
- 2025: Das Verschwinden des Josef Mengele